# Grimmia crinita
Grimmia crinita är en bladmossart som beskrevs av Bridel 1806. Grimmia crinita ingår i släktet grimmior, och familjen Grimmiaceae. Inga underarter finns listade i Catalogue of Life.